# Leonida
Leonida – żeński odpowiednik imienia Leonid. Istnieje szereg świętych katolickich o tym imieniu.
Leonida imieniny obchodzi: 22 kwietnia, 4 maja, 15 czerwca i 12 sierpnia.